# Isolateur réseau
Pour les articles homonymes, voir isolateur (homonymie).
Les isolateurs réseau permettent d’insérer un point de coupure galvanique ayant une rigidité diélectrique supérieure dans une ligne de données Ethernet en cuivre. Ils utilisent le principe de l’induction électromagnétique pour transférer, avec le moins de pertes possible, des tensions alternatives à haute fréquence dans la bande de fréquences utilisée pour le transfert de données. Grâce à ce principe de transmission, les isolateurs réseau ne nécessitent pas d’alimentation électrique propre. Les isolateurs réseau permettent actuellement des taux de transfert allant jusqu’à 1000 Mbit/s.

## Domaines d’utilisation

### Technique médicale
Dans le domaine médical, les isolateurs réseau servent à la protection du patient contre les courants de fuite. La liaison réseau entre un dispositif médical actif et un réseau Ethernet ou un dispositif non médical, comme par exemple un ordinateur de bureau ou un ordinateur portable, est classée, conformément à la norme CEI 60601-1 (3e édition) sur les dispositifs et systèmes médicaux électriques, comme une source potentielle de dangers, celle-ci pouvant être la cause d’un courant de fuite dangereux pour le patient à la suite de différences de tension entre les potentiels à la terre des éléments réseau raccordés. Cependant, de telles différences de tension peuvent également apparaître à la suite d’une pose non conforme, par exemple en cas de connexion erronée ou de contact métallique entre le blindage ou les lignes de données d’un câble endommagé et des éléments sous tension à l’intérieur du guide câbles.
Les isolateurs réseau peuvent s’utiliser comme accessoires ou comme parties intégrantes d’un dispositif ou système médical actif. Les isolateurs réseau utilisés dans un système électrique médical, bien qu’ils soient soumis aux exigences des normes 60601-1 et 60601-1-2, ne constituent cependant pas des dispositifs médicaux au sens de la Directive relative aux dispositifs médicaux (en) 93/42/CEE, car ils ne remplissent aucune fonction thérapeutique ou diagnostique par eux-mêmes. De ce fait, ils ne sont pas soumis non plus, en tant qu’appareils individuels, à l’obligation de réalisation de contrôles techniques de sécurité, sauf exigence spécifique de la part du constructeur de l’isolateur réseau ou du constructeur du système médical électrique composé de l’isolateur réseau et du dispositif médical actif, stipulée dans les documents d’accompagnement.
Les isolateurs réseau doivent être disposés aussi près que possible du dispositif médical. Dans le domaine médical, ils sont fréquemment utilisés conjointement avec des transformateurs de séparation qui servent également à la protection du patient, contre des intensités trop importantes générées par le réseau d’alimentation électrique dans le cas d’un défaut d’isolation.

### Autres domaines d’utilisation
Les isolateurs réseau sont par ailleurs mis en œuvre dans de nombreux autres dispositifs techniques, afin de réaliser une séparation de potentiel entre les dispositifs raccordés, p. ex. :
- Pour des installations de mesure et de surveillance sur des bancs d’essai électriques, reliées à un poste de commande par l’intermédiaire d’interfaces Ethernet
- Pour des systèmes de serveurs redondants reliés entre eux sur des distances allant jusqu’à 100 m au moyen de câbles cuivre
- Pour des liaisons réseau en cuivre dans le domaine privé ou professionnel susceptibles d’être soumises à des différences de potentiel inévitables entre bâtiments ou entre parties d’un même bâtiment, mais pour lesquelles une liaison par fibre optique n’est pas justifiée économiquement
- En général en tant que filtre des courants de gaine pour les liaisons Ethernet

## Exigences techniques
La norme internationale CEI 60601-1 (3e édition) sur les dispositifs et systèmes électriques médicaux définit les exigences élevées pour la conception technique de l’isolation des isolateurs réseau. Ces exigences sont nettement plus sévères que celles de la norme CEI 60950 (Matériels de traitement de l'information), qui s’utilise dans le domaine non médical, car il est admis qu’un patient peut être inconscient, anesthésié ou dans l’incapacité de bouger, ce qui implique pour lui un besoin accru de protection.
La norme CEI 60601-1 (3e édition) exige, pour les dispositifs ou systèmes médicaux, deux mesures de protection du patient indépendantes (en anglais Means Of Patient Protection = MOPP = Moyen de protection du patient). Un isolateur réseau peut ainsi, en fonction de la structure de son isolation, constituer une voire deux mesures de protection du patient. S’il ne constitue qu’une seule MOPP, il faut prévoir une seconde mesure de protection pour le dispositif concerné, p. ex. au moyen d’un conducteur d’équipotentialité fixe.
Les constructeurs confirment la conformité aux exigences des normes et directives applicables, notamment de la norme CEI 60601-1 au moyen d’autodéclarations de conformité CE et/ou de certificats de contrôle émis par des organismes de contrôle indépendants. Cependant, en règle générale, les certificats n’indiquent pas si un isolateur réseau dispose d’une ou de deux MOPP ; ce fait dépend de la combinaison des distances d’isolement et des lignes de fuite réalisées, de la structure de l’isolation et de la rigidité diélectrique. La rigidité diélectrique seule - exigences: 1,5 kV (AC) pour une MOPP et 4 kV (AC) pour deux MOPP - ne permet pas de déduire le nombre de MOPP réalisés.
Les liaisons par câble non blindées, mentionnées de temps en temps comme des alternatives à l’utilisation d’isolateurs réseau, ne garantissent pas d’effet de protection suffisant au sens de la norme CEI 60601-1, car même les lignes de données peuvent transporter des tensions dangereuses.
Les éléments de séparation galvaniques utilisés sur les cartes réseau et sur d’autres composants réseau actifs conçus selon la norme CEI 60950 ne répondent pas aux exigences pour un dispositif de séparation galvanique au sens de la norme CEI 60601-1 car, d’une part, le raccordement du blindage est passant et, d’autre part, la conception de l’isolation n’est généralement pas conforme aux exigences sévères de la norme CEI 60601-1 ; ils ne peuvent donc pas se substituer aux isolateurs réseau dans le domaine médical.
La qualité de transmission d’un isolateur réseau peut se déterminer au moyen des grandeurs utilisées habituellement pour les câblages (p. ex. affaiblissement du signal, affaiblissement d’adaptation, diaphonie de proximité).
L’isolateur réseau est destiné à interdire toute liaison galvanique directe entre les dispositifs reliés. C’est pourquoi il faut, en plus des lignes de données, isoler galvaniquement aussi le blindage du câble.

## Modèles
Les isolateurs réseau sont disponibles sous différentes formes, soit en tant qu’appareil extérieur logé dans son propre boîtier, soit en tant que variantes à intégrer par les constructeurs des dispositifs médicaux ou intégrés dans les prises réseau murales.

## Sources
- Krankenhaus IT Journal, édition 05/2008
- DeviceMed édition 10/2008
- Meditronic Journal, édition